# Nedre Fågeltjärnen
Nedre Fågeltjärnen är en sjö i Årjängs kommun i Värmland och ingår i Göta älvs huvudavrinningsområde. Sjöns area är 0,007 kvadratkilometer och den befinner sig 193 meter över havet.